# 法曹至要抄
法曹至要抄（ほっそうしようしょう/ほうそうしようしょう）は、日本の平安時代末期から鎌倉時代初期にかけて、法曹官僚の坂上氏により記された法律書である。原型を坂上明兼（中原明兼）が造り、その孫である明基が完成させたといわれる。全3巻。

## 概説
古くは坂上明兼の単著と考えられてきたが、坂本太郎の研究によって実は父・中原範政から継承した家学に基づいて坂上明兼による原本が執筆され、その後孫の明基によって加筆・校訂が行われて現行本が成立したと考えられている。長又高夫も明兼を原撰者とし、孫の明基が加筆・校訂をして今日の3巻本にしたとしている。なお、長又は同書に引用されている法令の大部分が長保2年（1000年）以前のものであることを指摘し、明兼が同4年（1002年）に成立したとされる『政事要略』が参考文献として用いられ、同年以降の例外的な引用は明基による加筆部分と推定している。
律令国家が変質を遂げる過程でここに発生する法律問題を、実務に携わる法律家として法的正義を見出して行く苦心の堆積である。本書では、177の項目が、内容に応じて「罪科」「売買」「質物」「喪服」条など14に分類されている。「雑穢」の項目など本来明法道の枠外とされていた宗教慣習に関する項目が設けられているのも特徴的である。本書は12世紀初頭に大筋が形作られ、12世紀中増補を繰り返し完成に至ったとされる。坂上氏・中原氏の家学を結集して明法勘文作成のための資料とするために編纂したと考えられ、明法道における坂上・中原両氏一族の地位を守るために形式的な法解釈によって律令と現実との乖離に対する責任回避を図った部分も無い訳ではない。だが、項目の中には律令の条文を生かしながらも運用に工夫し、かつ、時には恣意的に使い、変革する社会の法慣行を積極的に採りいれ問題に現実的に対応している。ただし、こうした見方に対しては、『法曹至要抄』の解釈は10世紀以前の法解釈から逸脱したものはないとする見方もある（ただし、これは参考文献や編纂方法の問題であり、これをもって当時の現実問題への対応を無視したわけではない）。長又高夫は現実問題と法解釈の齟齬に対して、「因准の法を以て折中の理を案ずべし」（処分条17項按文）と記していることを指摘し、後世の明法家に対して因准（既存の法令・法解釈・学説から引用・合成する）によって律令法と矛盾しない新たな法理を導くことで克服させようとしたのではないか？と推測している。
律・律集解・検非違使式・庁例などの条文や明法家の学説が多数引用されており、後世の研究に資している他、公家法における古典として室町時代の一条兼良による『法曹至要抄註』の編纂など、多くの注釈が加えられた。

## 原典
古写本として陽明文庫本、神宮文庫本がある。他に群書類従や日本古代法典に収められている部分がある。